# Amanda è morta nel parco
Amanda è morta nel parco  (titolo originale: The Man Who Cast Two Shadows) è un thriller della scrittrice statunitense Carol O'Connell pubblicato nel 1995.
Il libro è stato tradotto in giapponese e svedese, oltre che in italiano.

## Trama
La detective Kathy Mallory deve far luce su un caso di omicidio avvenuto a Central Park; per prendere l'assassino è disposta a trasferirsi nel palazzo in cui egli vive, trasformandosi in una vera e propria esca umana.

## Edizioni in italiano
- Carol O'Connell, Amanda è morta nel parco: thriller, trad. di Stefano Tettamanti, Piemme, Casale Monferrato ©2001 ISBN 88-384-7069-3
- Carol O'Connell, Amanda è morta nel parco, traduzione di Stefano Tettamanti, Piemme pocket, Casale Monferrato ©2002 ISBN 88-384-7841-4
- Carol O'Connell, Amanda è morta nel parco, traduzione di Stefano Tettamanti, Maestri del thriller Piemme, Casale Monferrato 2004 ISBN 88-384-4352-1
- Carol O'Connell, Amanda è morta nel parco, traduzione di Stefano Tettamanti, Piemme Pocket, Casale Monferrato 2005 ISBN 88-384-8349-3